# Fassoudébé
Fassoudébé est une localité et une commune rurale malienne, située dans le pays de la Kaarta, de l'arrondissement central de Béma, dans le cercle de Béma, et la région de Nioro du Sahel.

## Histoire
En mars 2023, la commune est distraite de cercle de Diéma pour être versée dans le cercle de Béma.

## Villages
La commune s'étend sur trois localités relevées lors du recensement général de 2009 :
- Fassoudébé (2 505 habitants) ;
- Guimbana (1 630 habitants) ;
- Dioba (1 335 habitants) ;

En 2023, la loi 2023-007 attribue à la commune quatre villages, fractions ou quartiers :
- Fassoudébé ;
- Guimbana ;
- Dioba ;
- Bella.